# Laust Moltesen
Laust Jevsen Moltesen, född den 18 november 1865, död den 25 oktober 1950 i Ordrup, var en dansk kyrkohistoriker och politiker.
Moltesen, som var bondson från Nordslesvig, blev teologie kandidat 1888 och filosofie doktor 1896.  Han blev teologie hedersdoktor 1929. Moltesen var i tre år lärare vid Askovs folkhögskola och därefter lärare vid flera högre undervisningsanstalter i Köpenhamn. Han var 1890–1894 medredaktör av "Dansk Kirketidende" och 1896–1908 av "Dansk Tidsskrift".  Resultat av en studievistelse i Rom 1894–95 blev doktorsavhandlingen De avignonske Pavers Forhold til Danmark (1896), och Moltesen utgav senare en samling aktstycken rörande Danmark, "Acta pontificum danica" I (för tidsskedet 1316–1378, 1904). Han författade vidare Det kristne Munkevæsens Oprindelse og første Udvikling (1901), avdelningen Klostre og klosterliv i Nordahl Rolfsens "Verdenshistorie", I (1908) och största delen av den illustrerade "Folkenes historia": Nationalstaterna bildas. Renässans och reformation, band 4 (1909). År 1909 invaldes han i folketinget, där han slöt sig till vänsterreformpartiet. Moltesen lämnade folketinget 1918, men återvaldes 1920 och var 1921-1922 referent för kyrkolagarna. Han var från 1913 statens inspektör vid folkhögskolor och lantbruksskolor. Han var från 1920 medlem av den danska delegationen vid Nationernas förbunds församlingsmöten i Genève och ordförande för den danska interparlamentariska gruppen. Moltesen var utrikesminister under Madsen-Mygdal 1926-1929 och fortsatte sitt engagemang inom utrikespolitiken efter regeringsskiftet. Han lämnade folketinget 1932 i protest mot den förda försvarspolitiken.  

## Utmärkelser
- Kommendör av Dannebrogorden,  1928[2]
- Dannebrogsmännens hederstecken,  1940[2]
- Kommendör av första graden av Dannebrogorden,  1942[2]

[Redigera Wikidata]